# Joaquim Mamede da Silva Leite
Joaquim Mamede da Silva Leite, genannt Dom Mamede, (* 18. August 1876 in Campinas; † 22. März 1947) war ein brasilianischer römisch-katholischer Geistlicher und Weihbischof in Campinas.

## Leben
Joaquim Mamede da Silva Leite wurde im November 1898 zum Diakon geweiht und empfing am 24. Mai 1900 das Sakrament der Priesterweihe.
Am 7. Juni 1916 ernannte ihn Papst Benedikt XV. zum Titularbischof von Sebaste in Phrygia und zum Weihbischof in Campinas. Der Bischof von Campinas, João Batista Corrêa Néri, spendete ihm am 13. August desselben Jahres die Bischofsweihe; Mitkonsekratoren waren der Bischof von Pelotas, Francisco de Campos Barreto, und der Bischof von Pouso Alegre, Octávio Augusto Chagas de Miranda.
Am 28. Januar 1918 erfolgte die Ernennung zum Bischof von Caratinga, von der Joaquim Mamede da Silva Leite jedoch noch vor der Amtseinführung zurücktrat.